# Gregorio Guerrero Pozas
Gregorio Guerrero Pozas (Ciudad de México, 14 de julio de 1947) es un contador público y funcionario mexicano. Se desempeñó como primer auditor superior de la Federación y último titular de la Contaduría Mayor de Hacienda, organismo que precedió a la Auditoría.
Del 30 de abril de 2008 al 31 de enero de 2019, se desempeñó como el primer contralor general del Instituto Nacional Electoral.
Con estudios de contador público por la Escuela Superior de Comercio y Administración (ESCA) del Instituto Politécnico Nacional, se ha desempeñado como miembro del Consejo Técnico Consultivo de la Auditoría Gubernamental de 1979 a 1982, Subdirector de Control de Ingresos de la Contaduría de la Federación de la Secretaría de Hacienda y Crédito Público de 1975 a 1977 y Asesor del Oficial Mayor de la SHCP de 1973 a 1974. De 1993 a 1997 fue Delegado en el Banco Nacional de Obras y Servicios Públicos en Tlaxcala, Coordinador de asesores en la Tesorería de la Federación de 1991 a 1993. 
También se ha desempeñado como director de Comercialización del Instituto Mexicano de Televisión de 1989 a 1991, tesorero general del Instituto de Seguridad y Servicios Sociales de los Trabajadores del Estado (ISSSTE) de 1983 a 1988 y presidente de la Comisión de Contabilidad Gubernamental del Instituto Mexicano de Contadores Públicos de 1996 a 1997, articulista de El Financiero y la revista Acción, publicada por el Instituto Nacional de Administración Pública (INAP).
Sus actividades como contralor lo han llevado a desempeñarse como contador mayor de Hacienda de 1997 a 2000 (antecedente de la actual Auditoría Superior de la Federación), posteriormente fue contralor general de Pemex de 2000 a 2003 hasta después ser de 2003 a 2007 contralor de Financiera Rural. Fue propuesto a la Cámara de Diputados por parte del Instituto Politécnico Nacional para ser contralor general del IFE.
El 14 de mayo de 2014, en la LXII Legislatura de la Cámara de Diputados, fue reelecto como contralor general, ahora del Instituto Nacional Electoral (INE) anteriormente IFE, por un periodo de 6 años, pero renunció al cargo el 31 de enero de 2019 para poder aceptar el cargo de Titular de la Unidad de Administración y Finanzas de la Secretaría de Gobernación, en el régimen recién iniciado dos meses antes con Andrés Manuel López Obrador como Presidente de la República. Ocupó este cargo hasta junio de 2020.